# Bilingsjön (Svegs socken, Härjedalen, vid Våndtjärnberget)
Bilingsjön är en sjö i Härjedalens kommun i Härjedalen och ingår i Ljusnans huvudavrinningsområde.